# Престбері (Іллінойс)
Престбері (англ. Prestbury) — переписна місцевість (CDP) в США, в окрузі Кейн штату Іллінойс. Населення — 1657 осіб (2020).

## Географія
Престбері розташоване за координатами 41°47′10″ пн. ш. 88°25′26″ зх. д. / 41.78611° пн. ш. 88.42389° зх. д. (41.786144, -88.423842).  За даними Бюро перепису населення США в 2010 році переписна місцевість мала площу 1,71 км², з яких 1,65 км² — суходіл та 0,07 км² — водойми.

## Демографія
Згідно з переписом 2010 року, у переписній місцевості мешкали 1722 особи в 718 домогосподарствах у складі 565 родин. Густота населення становила 1004 особи/км².  Було 741 помешкання (432/км²).
Расовий склад населення:
| - 95,8 % — білих - 1,7 % — азіатів - 1,5 % — чорних або афроамериканців |

До двох чи більше рас належало 0,5 %. Частка іспаномовних становила 5,1 % від усіх жителів.
За віковим діапазоном населення розподілялося таким чином: 16,0 % — особи молодші 18 років, 57,2 % — особи у віці 18—64 років, 26,8 % — особи у віці 65 років та старші. Медіана віку мешканця становила 55,5 року. На 100 осіб жіночої статі у переписній місцевості припадало 92,0 чоловіків;  на 100 жінок у віці від 18 років та старших — 90,9 чоловіків також старших 18 років.
Середній дохід на одне домашнє господарство  становив 116 125 доларів США (медіана — 108 750), а середній дохід на одну сім'ю — 133 035 доларів (медіана — 123 472). За межею бідності перебувало 7,4 % осіб, у тому числі 0,0 % дітей у віці до 18 років та 7,6 % осіб у віці 65 років та старших.
Цивільне працевлаштоване населення становило 596 осіб. Основні галузі зайнятості: освіта, охорона здоров'я та соціальна допомога — 23,3 %, науковці, спеціалісти, менеджери — 21,0 %, фінанси, страхування та нерухомість — 20,8 %.